# Louer
Louer ist eine französische Gemeinde mit 332 Einwohnern (Stand 1. Januar 2022) im Département Landes in der Region Nouvelle-Aquitaine (vor 2016: Aquitanien). Sie gehört zum Arrondissement Dax und zum Kanton Coteau de Chalosse.
Der Name lautet in der gascognischen Sprache Loèr.
Die Einwohner werden Louérois und Louéroises genannt.

## Geographie
Louer liegt ca. 15 km nordöstlich von Dax in der Landschaft Chalosse der historischen Provinz Gascogne.
Umgeben wird Louer von den Nachbargemeinden:
| Gousse             | Saint-Jean-de-Lier                          |        |
| Préchacq-les-Bains | Kompassrose, die auf Nachbargemeinden zeigt | Cassen |
|                    | Gamarde-les-Bains                           |        |

Louer liegt im Einzugsgebiet des Flusses Adour. Einer seiner Nebenflüsse, der Louts, markiert die Grenze zur südlichen Nachbargemeinde Gamarde-les-Bains.

## Geschichte

### Einwohnerentwicklung
Nach Beginn der Aufzeichnungen stieg die Einwohnerzahl bis zur zweiten Hälfte des 19. Jahrhunderts auf ein Niveau von fast 200. Nach dem Ende des 19. Jahrhunderts sank die Größe der Gemeinde bei kurzen Erholungsphasen bis zu den 1930er Jahren auf ein Niveau von rund 140 Einwohnern. In den 1980er Jahren begann eine zeitweise kräftige Wachstumsphase, die heute noch andauert.
| Jahr      | 1962 | 1968 | 1975 | 1982 | 1990 | 1999 | 2006 | 2010 | 2022 |
| --------- | ---- | ---- | ---- | ---- | ---- | ---- | ---- | ---- | ---- |
| Einwohner | 148  | 150  | 140  | 156  | 160  | 179  | 2ß7  | 266  | 332  |

## Sehenswürdigkeiten

### PfarrkircheSaint-Laurent

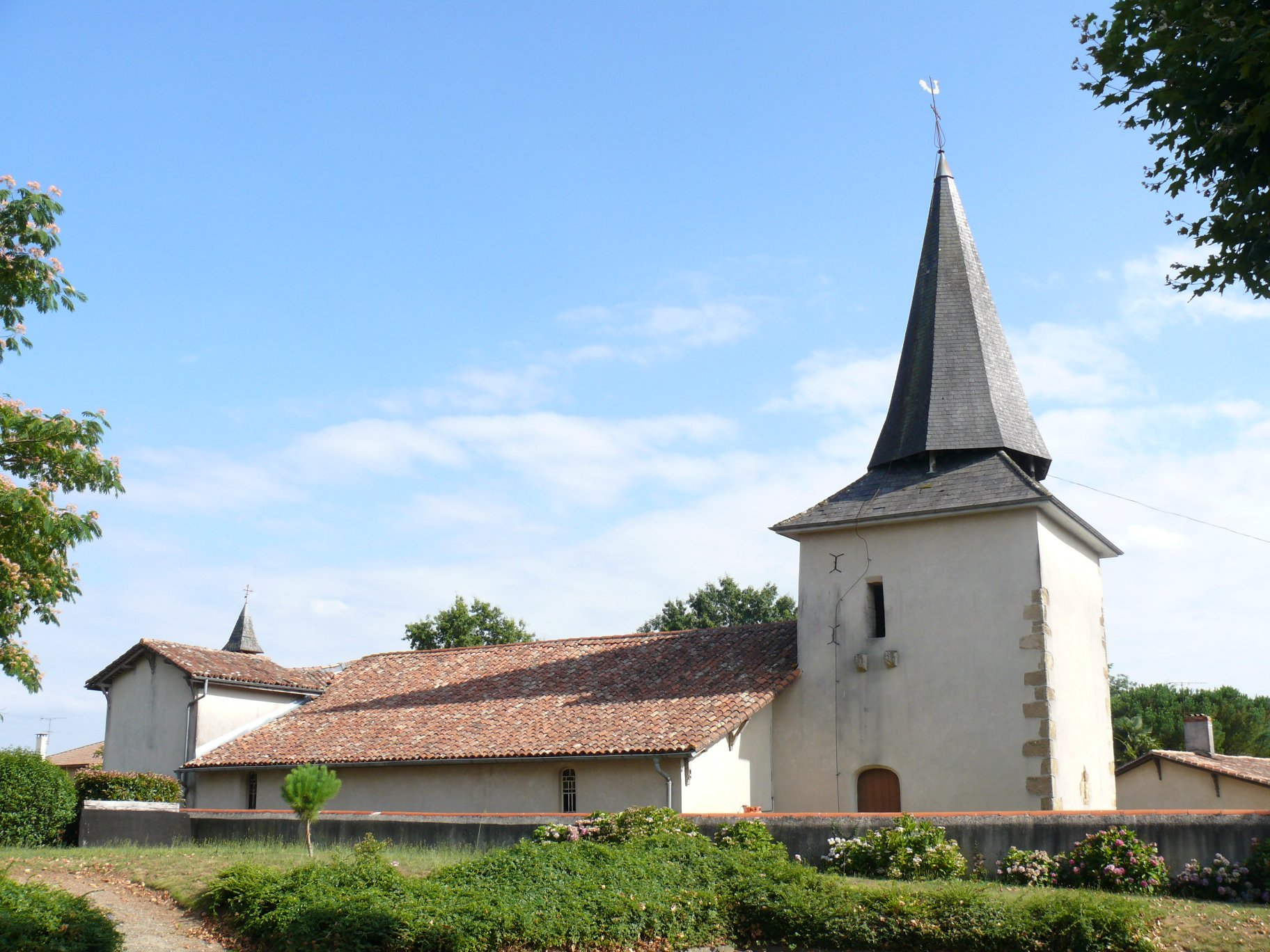
Pfarrkirche Saint-Laurent

Die im 15. Jahrhundert errichtete Kirche besitzt ein Langhaus mit einem Haupt- und einem nördlichen Seitenschiff. Die halbrunde Apsis birgt den flach auslaufenden Chor, der im Norden von der Sakristei flankiert wird. Deren Dach ist mit einer Laterne bekrönt. Im Westen dominiert der massive Glockenturm über der Vorhalle das Gesamtbild. Sein pyramidenförmiger Helm ist mit Schiefer gedeckt, und an seiner Südseite ist ein Nebengebäude angebaut. Der Eingang unter dem Glockenturm ist ogival ausgestaltet. Darüber befindet sich ein Rahmen, der mit unförmigen und verstreuten Flachreliefs versehen ist, aus denen u. a. eine Pietà, ein mittelalterlicher Reiter und andere rätselhafte Symbole zu erkennen sind.

## Wirtschaft und Infrastruktur

### Bildung
Die Gemeinde verfügt über eine öffentliche Grundschule mit 25 Schülerinnen und Schülern im Schuljahr 2017/2018.

### Verkehr
Louer ist erreichbar über die Routes départementales 10 und 107.